# Noworajśk
Noworajśk (ukr. Новорайськ) – osiedle na Ukrainie, w obwodzie chersońskim, w rejonie berysławskim, siedziba hromady. W 2001 liczyło 2385 mieszkańców, spośród których 2222 wskazało jako ojczysty język ukraiński, 156 rosyjski, 3 mołdawski, 3 białoruski, a 1 inny.

## Urodzeni
- Inna Osypenko-Radomska